# مجمع القسطنطينية الثاني
مجمع القسطنطينية الثاني هو خامس المجامع الكنسية المسيحية وتم عقدة في القسطنطينية من 5 مايو الي 2 يونيو سنة 553 بناء علي اوامر الإمبراطور جستنيان
حاول الإمبراطور جستنيان ان يفرض ارادته علي الاسقفيات الغربية لكن إيطاليا أظهرت العناد. حقق الإمبراطور فية رغبته رسميا باعلان بطرن الفصول الثلاثة غير ان قرارات المجمع لقيت مقاومة عنيفة في الغرب ومع ذلك فقد اعترف الغرب نفسه بانه مجلس مسكوني وانه صحيح.